# Brunhilde Lamberty
Brunhilde Lamberty (* Anfang der 1950er Jahre) trat in Deutschland in den Jahren 1976 bis 1978 als (Schlager-)Sängerin in Erscheinung.

## Leben
Beim Label EMI Electrola Colirit brachte sie in dieser Zeit drei Singles und eine LP heraus. 
Schon während ihr Schul- und Ausbildungszeit versuchte sie künstlerische Ambitionen an den Tag zu legen: Sie wirkte bei verschiedenen Aufführungen des Schülertheaters mit und nahm Balettunterricht. Dann, 1969, wurde sie aufgefordert, an einem Gesangswettbewerb teilzunehmen, den sie gegen eine große Konkurrenz gewann. 1970 folgte ein Angebot der Band "Soundmakers", als Leadsängerin aufzutreten. 1972 wechselte sie in dieser Eigenschaft zu der Gruppe "Telstar", die nicht zuletzt durch Brunhilde Lambertys Qualitäten neue Erfolge verbuchen konnte. Seit 1973 ist sie als Solistin aufgetreten und handelte sich damit positive Pressestimmen ein. Wolfgang Dyhr entdeckte sie dann im Jahre 1976 und nahm als erstes eine ganze LP mit ihr auf: Von Ringen und anderen Dingen.
Mit dem Lied Kennst du die Zeit? nahm sie 1978 an dem deutschen Vorentscheid zum Grand Prix Eurovision de la Chanson teil und belegte den 15. (und letzten) Platz. Der Titel wurde auf Tonträger nicht veröffentlicht.

## Diskografie

### Alben
- 1976: Von Ringen und anderen Dingen (Colorit, EMI Electrola)

### Singles
- 1976: Ich warte auf dich, Danny Boy
- 1977: Mein Ring kostet nur zwei Jahre
- 1978: Auf einmal stehst du vor der Tür